# Пропавшая (фильм, 2020)
«Пропавшая» (англ. Alone, «одна, в одиночестве») — американский художественный фильм-триллер от режиссёра Джона Хайамса, главную роль в котором исполнила Джулз Уиллкокс, ремейк шведского фильма «Потерянная» 2011 года.
Премьера фильма в США состоялась на фестивале Mammoth Film Festival 1 марта 2020 года, где он получил премию в номинации «Лучшая актриса». В России фильм вышел  в онлайн-кинотеатрах 1 октября.

## Сюжет
Овдовевшая молодая женщина по имени Джессика решает сменить обстановку, уехав в другой город. Она собирает вещи и едет на машине с прицепом, путь должен занять три-четыре дня. Впереди на дороге Джессика видит чёрный автомобиль, который сначала не даёт себя обогнать, а затем начинает преследовать её. Выезжая утром следующего дня из мотеля, Джессика знакомится с водителем этой машины, мужчиной средних лет, который приносит ей извинения за навязчивость. В тот же день она снова встречает его на дороге рядом с якобы сломанной машиной, мужчина просит подвезти его. Однако Джессика, испытывая страх перед незнакомцем, уезжает, а вечером вновь встречает его. На пустынной дороге ночью, заметив похожий автомобиль, она звонит в полицию, сообщая, что её преследуют, но видя, что это другой автомобиль, отменяет вызов. Вскоре из-за проколотого колеса она слетает на обочину, и в это время мужчина в том самом чёрном автомобиле настигает её и оглушает.
Джессика приходит в себя в подвале дома в лесу, где она заперта. Её похититель говорит с ней и отвечает на её мольбы о пощаде, что она не первая, кто его об этом просил. Она проводит день и ночь в заточении, причём мужчина показывает ей видео с её телефона, где она вместе с мужем, и спрашивает о нём. Джессика говорит, что её муж покончил с собой, застрелившись. Утром следующего дня женщине удаётся открыть дверь. Спрятавшись, она становится свидетелем телефонного разговора похитителя с женой и дочерью, которым он говорит, что находится на переговорах и вернётся через пару дней. Когда мужчина идёт вниз в подвал, Джессика выбегает в лес, где сильно ранит босую ногу. Убегая от преследователя, она бросается в бурную горную реку.
Выбравшись из реки, Джессика бродит по лесу, где натыкается на пожилого охотника. Она просит увезти её отсюда, и они едут на его машине через лес, пока не встречают поваленное дерево. Вскоре появляется похититель Джессики, который выдаёт себя за её брата, обеспокоенного нервным срывом сестры. Джессика просит охотника не верить мужчине, но в результате похититель Джессики убивает охотника и с его ружьём бросается в погоню за девушкой. Затем он ранит её, она прячется, а он продолжает охоту на неё. Он ищет её всю ночь, предлагая ей выйти и сразиться с ним, пока у неё есть силы. На следующее утро Джессика, оторвавшись от преследования, продолжает путь по лесу. Она видит своего похитителя, который привозит труп охотника, чтобы закопать в лесу. Джессика пробирается в машину мужчины, скрываясь в багажнике с его телефоном, и звонит в полицию. Когда мужчина обнаруживает пропажу телефона, Джессика нападает на него с ломиком и ранит, в результате чего машина переворачивается. Джессика с трудом выходит и добирается до открытого места с вырубленными деревьями. Она звонит по телефону жене похитителя, рассказывая ей о том, что сделал её муж. Появляется мужчина с ножом. В последней схватке Джессике удаётся одолеть его. Лёжа на земле, она слышит звук подлетающего полицейского вертолёта.

## В ролях
- Джулз Уиллкокс — Джессика
- Марк Менчака — Сэм (похититель)
- Энтони Хилд — Роберт (охотник)
- Джонатан Розенталь — Эрик (муж Джессики)

## Маркетинг
Русскоязычная версия трейлера картины появилась в сети 24 сентября 2020 года.